# Steve Alaimo
Steve Alaimo (Omaha (Nebraska), 6 december 1939 – 30 november 2024) was een Amerikaanse popzanger en tieneridool uit de jaren 1960.

## Jeugd
Alaimo verhuisde op 5-jarige leeftijd met zijn familie naar Rochester en studeerde medicijnen aan de Universiteit van Miami, voordat hij met een neef zijn eerste eigen instrumentale band The Redcoats formeerde. Ze hadden in 1959 hun eerste kleine hit met I Want You to Love Me. De diskjockey Bob Green werd hun manager. In hetzelfde jaar kwam Dick Clarks Caravan of Stars naar Miami. Clark zocht een plaatselijke begeleidingsband ter ondersteuning van de optredende sterren en The Redcoats kregen de baan.

## Carrière
The Redcoats werden al in 1960 ontbonden en Alaimo startte een solocarrière als blue-eyed soulzanger met een gemengde Afrikaans-Amerikaanse band, die spoedig de huisband werd van de plaatselijke club Edan Roc. Overigens bracht Alaimo twee soloalbums uit, die echter niet bijzonder succesvol waren. Bovendien werkte hij als promotor voor Henry Stone, de eigenaar van een platenlabel en werd zo in de muziekbusiness bekend. Daardoor kreeg hij in 1961 zijn eerste grote platencontract bij Checker Records, een dochteronderneming van Chess Records. Hij bracht de single Mashed Potatoes (1962) uit, die de 74e plaats in de Billboard Hot 100 bereikte en maakte daarmee een song die heden nog tot het repertoire van vele rockbands behoort. De daaropvolgende single Every Day I Have To Cry (1963) was zijn succesvolste plaat; het bereikte de 46e plaats in de Amerikaanse hitlijsten. Tegen het einde van het jaar wisselde Alaimo eerst naar Imperial Records en aan het begin van 1965 naar ABC Records, maar zijn muzikale successen werden minder, temeer omdat hij met zijn opnamen bij ABC Records een ouder publiek trachtte aan te spreken, onder meer met de song Real Live Girl (uit de Broadway-musical Little Me) en met een coverversie van Cast your fate to the wind.
Dick Clark herinnerde zich steeds graag aan The Redcoats en wilde de band weer contracteren voor zijn nieuwe tv-show American Bandstand - Where the Action Is. De band bestond echter niet meer. In plaats daarvan werd Steve Alaimo co-presentator en muziekdirecteur van de dagelijkse uitzending. Nu had hij weliswaar voldoende gelegenheid om zijn platen voor te stellen, maar gelijktijdig had hij ook steeds minder tijd om nieuwe opnamen teweeg te brengen. In 1965 en 1966 werd hij bovendien ook co-producent van het programma.
Na het einde van American Bandstand werd Alaimo medewerker bij Atlantic Records bij het sublabel Atco Records. Midden jaren 1960 produceerde hij muziek van groepen als Sam & Dave, Harold Melvin & the Blue Notes en The Allman Brothers Band. Het was een zeer vruchtbare periode met veel succesnummers. Hij speelde ook mee in enkele speelfilms, maar kon echter geen naam maken als acteur.
In 1969 kwamen Henry Stone en Steve Alaimo weer samen. Ze produceerden samen de song Cleanup Woman van Betty Wright en hadden hiermee een groot succes. Alaimo, die tot dit tijdstip nog met eigen nummers als When My Little Girl Is Smiling en American Music kort was vertegenwoordigd in de Amerikaanse hitlijst, besloot te stoppen als zanger en verder te gaan als producent. In 1972 volgde met Why can't we live together een grote hit voor Timmy Thomas. Stone en Alaimo richtten het label TK Records op. In 1974 stelden een zekere Harry Wayne Casey en Rick Finch een demo-opname voor. Stone en Alaimo adviseerden om de song te geven aan de jonge zanger George McCrae. De song Rock Your Baby ontwikkelde zich tot de absolute smashhit van het jaar. Korte tijd later richtten Casey en Finch onder regie van TK Records hun eigen band KC & the Sunshine Band op.
TK Records werd in 1981 opgedoekt en Henry Stone zocht nieuwe geldschieters voor verdere projecten. Steve Alaimo was op zichzelf aangewezen, zonder successen en hij beleefde zware tijden. Pas in 1987 belandde hij weer met beide voeten op de grond en richtte hij met de industriebonzen Ron en Howard Albert Vision Records op. Deze firma is gespecialiseerd in muziekopnamen van grote sterren van de vroegere Criteria Studio's uit de jaren 1970 en bemoedigt bovendien jonge artiesten van de Miami bass.
Alaimo overleed op 30 november 2024 op 84-jarige leeftijd.
- Bibliothèque nationale de France: cb14749486k (data)
- International Standard Name Identifier: 0000 0000 3201 9970
- Library of Congress Control Number: n95049271
- MusicBrainz: cdbb7fed-50e8-4d7a-be1f-3a075b93cec5
- Virtual International Authority File: 70638423
- WorldCat: E39PBJkT8P3rWhRMrb43kJXjmd